# چشمه‌خسرو (سنقر)
چشمه‌خسرو (سنقر)، روستایی از توابع بخش کلیائی شهرستان سنقر در استان کرمانشاه ایران است.

## جمعیت
این روستا در دهستان کیونات قرار دارد و براساس سرشماری مرکز آمار ایران در سال ۱۳۸۵، جمعیت آن ۱۲۵ نفر (۲۸خانوار) بوده‌است.